# TV2 Nord
 Der er for få eller ingen kildehenvisninger i denne artikel, hvilket er et problem. Du kan hjælpe ved at angive troværdige kilder til de påstande, som fremføres i artiklen.

TV2 Nord er en dansk selvstændig regional tv-station, der sender nyheder og aktualitetsprogrammer til borgerne i Nordjylland. I lighed med de øvrige TV 2-regioner er TV2 Nord underlagt public service-forpligtelser i sin sendetilladelse.
TV2 Nord begyndte sine udsendelser 1. april 1989 et halvt år efter TV 2 Danmark, som stationen samarbejder med. TV2 Nord sendte frem til TV 2/Østjyllands premiere præcist et år efter også regional-tv i dette område. Stationen sender dels sine nyhedsudendelser i såkaldte vinduer på TV 2 Danmarks flade, dels på sin egen 24 timers-kanal, TV2 Salto. Dertil kommer en omfattende digital tilstedeværelse med både skrevne nyheder og videoarkiv på nettet. Dækningsområdet svarer til det tidligere Nordjyllands Amt. 
Stationen har til huse i Aabybro, men har lokale redaktioner i Frederikshavn, og Hobro. Det har flere gange været på tale at flytte stationen til regionens største by, Aalborg.
TV2 Nord er næsten udelukkende finansieret af skatten. En lille del af indtægterne kommer fra sponsorater af programmer og salg af indslag eller programmer til TV 2 Danmark. 